# 三遊亭仁之吉
三遊亭 仁之吉（さんゆうてい にのきち、1994年9月29日 - ）は、落語家。落語協会所属の二ツ目。本名：今村 義一。茨城県出身。

## 経歴
日本大学文理学部卒業。
2019年2月、三遊亭吉窓に入門。2020年10月1日、林家さく平、林家ぽん平と共に前座となる、前座名は「二之吉」。
2025年5月下席より、林家さく平改め林家咲太朗、林家ぽん平とともに二ツ目に昇進し、「三遊亭仁之吉」に改名した。

## 芸歴
- 2019年2月 - 三遊亭吉窓に入門。
- 2020年9月 - 前座となる、前座名「二之吉」。
- 2025年5月 - 二ツ目昇進、「仁之吉」に改名。